# Джаспер (Нью-Йорк)
Джаспер (англ. Jasper) — місто (англ. town) в США, в окрузі Стубен штату Нью-Йорк. Населення — 1418 осіб (2020).

## Демографія
Згідно з переписом 2010 року, у місті мешкали 1424 особи в 448 домогосподарствах у складі 344 родин. Було 591 помешкання
Расовий склад населення:
| - 99,2 % — білих - 0,2 % — азіатів - 0,1 % — корінних американців |

До двох чи більше рас належало 0,5 %. Частка іспаномовних становила 0,9 % від усіх жителів.
За віковим діапазоном населення розподілялося таким чином: 34,8 % — особи молодші 18 років, 54,2 % — особи у віці 18—64 років, 11,0 % — особи у віці 65 років та старші. Медіана віку мешканця становила 32,2 року. На 100 осіб жіночої статі у місті припадало 100,3 чоловіків;  на 100 жінок у віці від 18 років та старших — 98,3 чоловіків також старших 18 років.
Середній дохід на одне домашнє господарство  становив 51 614 долари США (медіана — 38 333), а середній дохід на одну сім'ю — 52 527 доларів (медіана — 39 167). Медіана доходів становила 35 278 доларів для чоловіків та 31 250 доларів для жінок. За межею бідності перебувало 24,0 % осіб, у тому числі 28,8 % дітей у віці до 18 років та 6,0 % осіб у віці 65 років та старших.
Цивільне працевлаштоване населення становило 491 особа. Основні галузі зайнятості: освіта, охорона здоров'я та соціальна допомога — 17,9 %, будівництво — 16,3 %, сільське господарство, лісництво, риболовля — 16,1 %.